# Melbu kyrka
Melbu kirke är en kyrkobyggnad i Melbu i Hadsel kommun i Nordland fylke, Norge och är en långkyrka och har plats för 250 besökare. Kyrkan ritades av Harald Sund och invigdes 1938. Den ligger i byn Melbu på ön Hadseløya och är en av kyrkorna för Melbu församling som ingår i Vesterålen pastorat (dekanat) i Sør-Hålogalands stift.

## Historik
Det fanns en medeltida kyrka i Melbu, men den gamla stavkyrkan blev nedsliten och i dåligt skick, så det hölls inga fler gudstjänster efter 1694. Kyrkan stod kvar till åtminstone 1750, men den var då i "bräckligt" skick. Den exakta platsen för den gamla kyrkan är okänd. År 1919 sökte fru Maren Fredriksen från Melbu gård få en kyrka belägen på Melbutrakten för att tjäna människorna i det området. Hon skänkte mark söder om gården 1932 till kyrkan och en kringliggande begravningsplats med plats för cirka 160 gravar. Kyrkan stod färdig 1938.

## Galleri

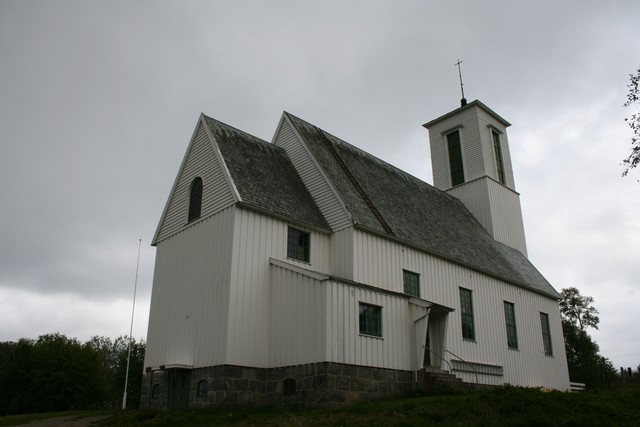
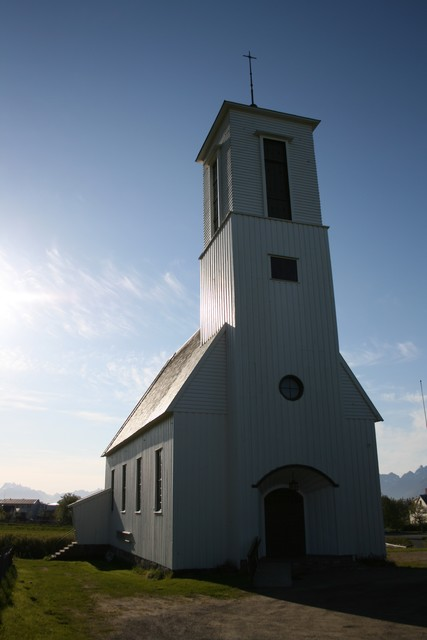
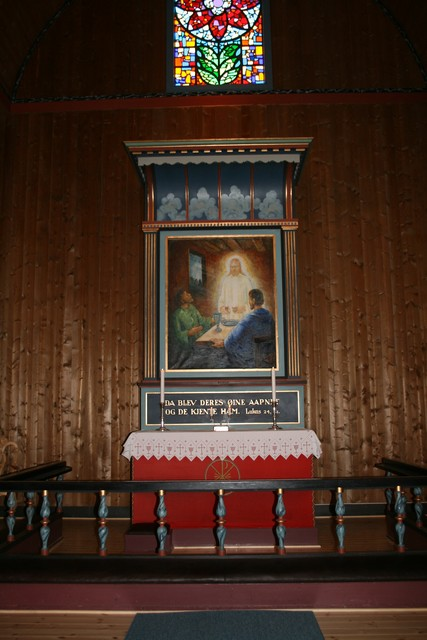
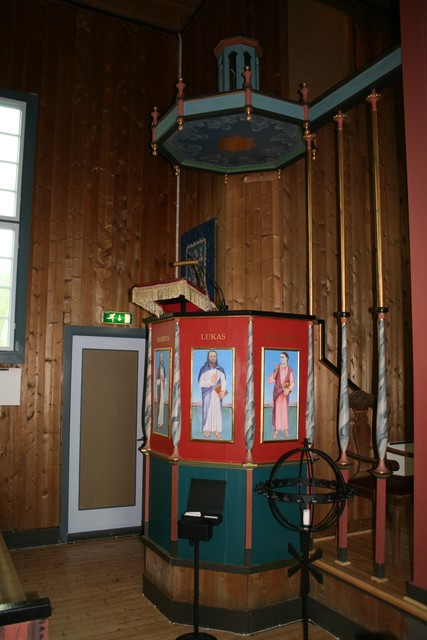
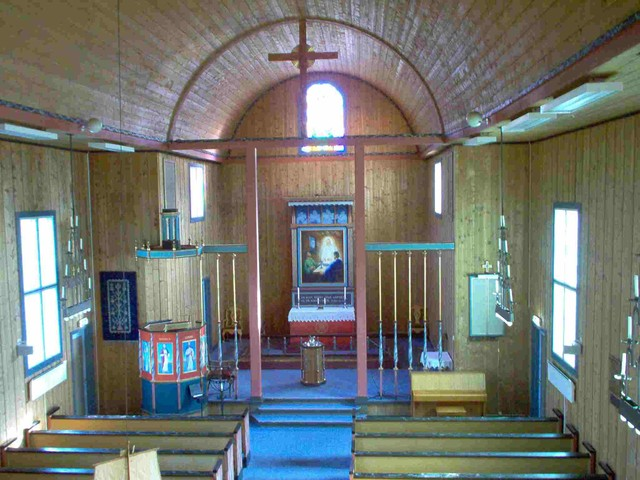
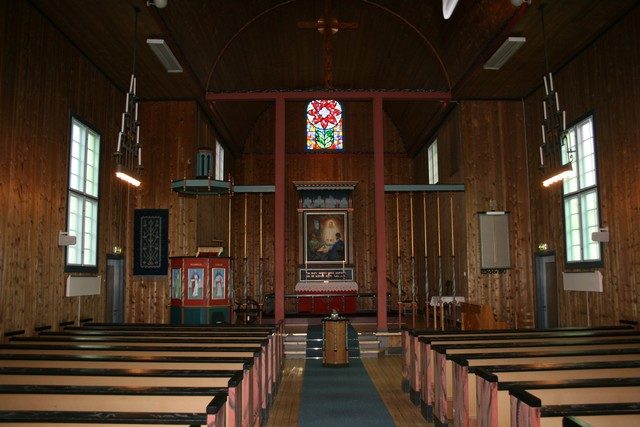